# Linda Darnell
Linda Darnell (właśc. Monetta Eloyse Darnell, ur. 16 października 1923 w Dallas, zm. 10 kwietnia 1965 w Glenview, Illinois) – amerykańska aktorka, uhonorowana gwiazdą w hollywoodzkiej Alei Gwiazd (1631 Vine St.).

## Wybrane filmy
- Znak Zorro (1940, reż. Rouben Mamoulian)
- Krew na piasku (1941, reż. Rouben Mamoulian)
- Pieśń o Bernadette (1943
- Zdarzyło się to jutro (1944, reż. René Clair)
- Upadły anioł (1945, reż. Otto Preminger)
- Lato stulecia (1946, reż. Otto Preminger)
- Miasto bezprawia (1946, reż. John Ford)
- Anna i król Syjamu (1946, reż. John Cromwell)
- List do trzech żon (1949, reż. Joseph L. Mankiewicz)
- Kobiety wyklęte (1954, reż. Giuseppe Amato)